# Oração subordinada adverbial
Orações subordinadas adverbiais são orações subordinadas que detêm valor de advérbio e exercem a função sintática de adjunto adverbial. Podem ser classificados em nove tipos, de acordo com a circunstância exprimida pela oração.

## Características
Orações desse tipo aparecem apenas em períodos compostos, visto que possuem dependência semântica. Orações, para a gramática, são enunciados em que há verbo. Em períodos compostos, existe mais de uma oração, dado que há mais de um verbo. Em períodos compostos por subordinação, uma oração, a subordinada (O.S.), depende sintaticamente e semanticamente de outra, isto é, deve estar junto a outra oração, a principal (O.P.), para possuir sentido completo e tornar o período adequado à gramática. No caso das orações subordinadas substantivas, há a referida dependência e a oração terá valor adverbial e funcionará como adjunto adverbial.
A oração principal não começa com conectivo. Já a oração subordinada adverbial inicia-se com conjunção subordinativa, exceto a integrante, caso esteja em sua forma desenvolvida. Convém apresentar as principais conjunções desse viés simultaneamente à exposição da classificação, visto que cada grupo de O. S. adverbiais possui suas conjunções características.
De modo geral, na presença de oração subordinada adverbial, a estrutura do período pode dar-se de duas maneiras, no que diz respeito à ordem das sentenças. Observe a tabela abaixo.
| Modalidade     | Sequência                                       | Ortografia / Pontuação                         | Exemplo                                               |
| -------------- | ----------------------------------------------- | ---------------------------------------------- | ----------------------------------------------------- |
| Ordem direta   | Oração principal + oração subordinada adverbial | A vírgula é facultativa (exceto a consecutiva) | Pôde levar o carro, uma vez que aceitou as condições. |
| Ordem indireta | Oração subordinada adverbial + oração principal | A vírgula é obrigatória (exceto a consecutiva) | Quando os gatos saem, os ratos fazem a festa.         |

## Classificação
Ao classificar-se as orações subordinadas adverbiais, é fundamental levar-se em conta o viés da circunstância por elas exprimidas. Há também conjunções típicas de cada tipo. Está destacada em negrito a principal conjunção ou locução conjuntiva subordinativa adverbial. Entretanto, desaconselha-se a classificação [Fp] exclusivamente pautada na análise do conectivo visto que há conjunções que marcam mais de um grupo de orações subordinadas.

### Orações subordinadas adverbiais causais
Orações de tal tipo indicam a causa, o motivo que acarretou a ação descrita na oração principal.
São conjunções e locuções conjuntivas subordinativas adverbiais causais: "porque", "porquanto", "como", "dado que", "já que", "visto que", "uma vez que", "pois que", "na medida em que".
Exemplo 1: Não fui à aula uma vez que estava doente.
Exemplo 2: Como era grosseiro, poucos lhe dirigiam a palavra.
Exemplo 3: Não irei já que você não irá

### Orações subordinadas adverbiais comparativas
Estabelecem uma comparação (de igualdade, de superioridade ou de inferioridade).
São conjunções e locuções conjuntivas subordinativas adverbiais comparativas, com estruturas que formam o grau comparativo dos adjetivos e dos advérbios: "como", "assim como", "bem como", "maior...que", "mais...do que", "mais...que", "menor...que", "menos...do que", "menos...que", "qual", "que nem", "tal", "tal como", "tal qual", "tanto quanto".
Exemplo 1: Estudamos como deveríamos fazê-lo.
Exemplo 2: Paula mais trabalha do que estuda.
Exemplo 3: Ângela trabalha como uma escrava. Nesse período, percebe-se a omissão do verbo "trabalha", a fim de evitar a repetição.

### Orações subordinadas adverbiais concessivas
Orações desse cunho expressam oposição à oração principal.
São conjunções e locuções conjuntivas subordinativas concessivas: "embora", "conquanto", "ainda que", "mesmo que", "mesmo quando", "apesar de que", "se bem que", "posto que", "malgrado", "não obstante", "inobstante", "em que pese", "mesmo que", "por mais que", "por menos que", "por muito que", "por pouco que", "por melhor que", "por pior que", "nem que", "posto que"
Exemplo 1: Embora dedique-se, não consegue obter êxito.
Exemplo 2: Ainda que haja grandes obstáculos, não desistirei.
Exemplo 3: Farei a tarefa a menos que seja difícil em demasia.

### Orações subordinadas adverbiais condicionais
Orações desse caráter impõem condições à oração principal.
São conjunções subordinativas e locuções conjuntivas adverbiais condicionais: "se", "caso", "desde que", "contanto que", "exceto se", "salvo se", "a menos que", "a não ser que", "sem que"
A conjunção subordinativa adverbial "uma vez que", caso seja seguida por verbo no modo subjuntivo, também dará ideia de condição.
A conjunção integrante "se" também ocorre nesse tipo de sentença.
Exemplo 1: A menos que sejas educado, não te farei o favor.
Exemplo 2: Uma vez que passe no teste, será admitido na instituição.
Exemplo 3: A fazenda prosperará se chover.

### Orações subordinadas adverbiais conformativas
Orações desse viés exprimem conformidade em relação à oração principal.
São conjunções subordinativas adverbiais conformativas: "conforme", "como", "segundo", "consoante".
Exemplo 1: Vítor fez tudo conforme o professor pediu.
Exemplo 2: Consoante Isaac Newton enunciou, toda ação implica a ocorrência de uma reação, a qual consiste numa força de mesmo módulo e direção, porém de sentido contrário.
Exemplo 3: Como defende Karl Marx, o Estado é um comitê que visa gerir os interesses burgueses.

### Orações subordinadas adverbiais consecutivas
Orações desse tipo atribuem uma consequência ao ato da oração principal.
São conjunções e locuções conjuntivas subordinativas adverbiais consecutivas: "que" (precedido de tal, tão, tanto, tamanha ou tamanho), "sem que", "de forma que", "de jeito que", "de maneira que", "de modo que", "de sorte que", "de tal forma que", "que" (equivalendo a sem que)
Exemplo 1: Chorou tanto que a família se surpreendeu.
Exemplo 2: A Peste Negra foi tão grave que dizimou um terço da população europeia.
Exemplo 3: Cozinhou de maneira que todos admiraram seus dotes culinários.

### Orações subordinadas adverbiais finais
Orações desse viés indicam a finalidade da ação da oração principal.
São conjunções e locuções conjuntivas subordinativas adverbiais finais: "para que", "a fim de que", "que", "porque"  = sinônima de para que.
A conjunção integrante "que" também pode ocorrer em O. S. adverbiais finais.
Exemplo 1: Cumpra seus deveres para que possa exigir seus direitos.
Exemplo 2: A fim de apaziguar os ânimos, desculpou-se.
Exemplo 3: Estamos aqui para trabalhar.

### Orações subordinadas adverbiais proporcionais
Orações desse grupo atribuem ideia de proporção.
São locuções conjuntivas subordinativas adverbiais proporcionais: "à medida que", "à proporção que", "ao passo que ","quanto maior...maior", "quanto maior...menor", "quanto mais...mais", "quanto mais...menos ", " quanto mais...tanto mais", "quanto mais...tanto menos "," quanto menos...tanto mais "," quanto menos...tanto menos".
Exemplo 1: À medida que eu guardava os livros, suas histórias vinham-me à memória.
Exemplo 2: Quanto mais convivo contigo, mais te amo.
Exemplo 3: A admiração diminui ao passo que a grosseria aumenta.

### Orações subordinadas adverbiais temporais
Orações desse cunho situam a ação da oração principal no tempo.
São conjunções e locuções conjuntivas subordinativas adverbiais temporais: "quando", "enquanto", "logo que", "assim que", "sempre que", "antes que", "depois que", "até que", "desde que", "cada vez que", "apenas", "mal", "senão quando", "ao tempo que".
Exemplo 1: Júlio deve fazê-lo até que o sol se ponha.
Exemplo 2: Agora que me formei, posso exercer a profissão.
Exemplo 3: Desde que me deixou, não posso mais viver do mesmo modo.

## Outros casos

### Orações subordinadas adverbiais locativas
Alguns autores admitem a existência de orações subordinadas adverbiais locativas, as quais estabeleceriam o local no qual se dá a ação da oração principal. Contêm conjunções subordinativas adverbiais de lugar: "onde", para lugares estáticos, e "aonde", para transmitir ideia de movimento.
Exemplo 1: Moro onde não mora ninguém.
Exemplo 2: Eu estou onde você me deixou.
Exemplo 3: Não pode haver reflexão onde tudo é distração.
Exemplo 4: Permanecemos onde achamos mais adequado.

### Orações subordinadas adverbiais modais
Alguns autores admitem a existência de orações subordinadas adverbiais modais, as quais estabeleceriam o modo como se realiza a ação da oração principal. Contêm a conjunção subordinativa adverbial de modo: "sem que". Também pode ser reduzida com o verbo no gerúndio ou infinitivo. Celso Luft aponta as modais desenvolvidas com as conjunções: como, bem como, qual, assim como. Rocha Lima afirma que por não existir conjunção modal, a circunstância de modo só se comporta na forma de oração reduzida.
Exemplo 1: O funcionário saiu sem que ninguém o visse.
Exemplo 2: Sempre me divertia pregando peças nos primos.
Exemplo 3: Caminhou sem fazer nenhum ruído.